# Alfredo Herrera Flores
Alfredo Herrera Flores (Lampa, 1965) es un poeta, escritor, periodista y docente universitario peruano. En 1995, obtuvo el Premio Copé de Oro de la VII Bienal de Poesía organizada por Petroperú por su obra Montaña de jade. Actualmente, es director de la Biblioteca Regional Mario Vargas Llosa de Arequipa.

## Biografía
Nació en la ciudad de Lampa del departamento de Puno en el año 1965. Cursó sus estudios escolares en el colegio San Francisco de Asís y universitarios en la ciudad de Arequipa, donde se formó en literatura y periodismo. Posteriormente, hizo estudios de maestría en literatura latinoamericana con mención en estudios culturales y en comunicación para el desarrollo. Ha ocupado cargos en entidades públicas y ejercido la docencia universitaria en Cusco y Arequipa.
El año 1990 obtuvo mención honrosa en el Premio Poeta Joven del Perú, por su libro Elogio de la nostalgia. En 1995, obtuvo el Premio Copé de Oro de la VII Bienal de Poesía, organizada por PetroPerú, con su obra Montaña de jade.En 2016, fue finalista del Premio Internacional de Poesía Pilar Fernández Labrador, realizado en Sevilla, España. En 2023, ganó el Concurso de Novela Corta Julio Ramón Ribeyro organizado por el Banco Central de Reserva del Perú, con su obra Las alas de la libélula. Su obra ha sido incluida en diversas antologías, entre ellas Poesía peruana del siglo XX de Ricardo González Vigil (Copé, 1999), Poesía viva (México, 2005), Poesía puneña de Feliciano Padilla (UNA, 2013), Aquí no falta nadie de Walter Bedregal (Hijos de la Lluvia, 2008), 10 años de literatura puneña de Jorge Flórez Aybar (Arteidea, 2006), Literatura arequipeña de Tito Cáceres (UNSA, 2003), Palabras necesarias de Ramón Lizama (Chile, 2019) y Antología azul de Emilia Justiniani y Felipe Foncea (Chile, 2023), entre otras. Ha publicado la mayor parte de su obra en editoriales independientes y se ha mantenido al margen de los circuitos comerciales de la literatura.
Se desempeña como director de la Biblioteca Regional Mario Vargas Llosa de Arequipa, mantiene el blog La silla prestada y es columnista El barco ebrio en la revista de escritores de habla hispana Letralia.

## Obras
A lo largo de su trayectoria, ha publicado diversos libros de poesía y narrativa, en los que explora temas como la memoria, la identidad y la naturaleza. Entre sus principales obras se encuentran:
- 1986: Etapas del viento y de las mieses, Acosta editores.
- 1990: Recital de poesía, Flordecactus editores.
- 1995: Elogio de la nostalgia, Lluvia editores.
- 1996: Montaña de jade, Ediciones Copé.
- 2002: Mares, Lago sagrado editores.
- 2008: El laberinto.
- 2009: Coca.
- 2013: Mare nostrum, Fondo editorial de la Universidad Nacional del Altiplano.
- 2014: Mar de la intensidad, Cascahuesos editores.
- 2015: Falsedad bellísima, Cascahuesos / cartonera.
- 2019: Causas naturales, La travesía editores.
- 2020: Acerca de la palabra imán, Hijos de la lluvia editores.[4]
- 2022: Formas del fuego, Cusco visto por seis narradoras y narradores cusqueños. Hijos de la lluvia editores.[5]
- 2024: Las alas de la libélula, Ediciones Banco Central de Reserva del Perú.[6]
- 2025: No es este tu reino, poesía, editorial Navaja, Iquique, Chile.

## Reconomicimientos
- Mención honrosa Premio Poeta Joven del Perú (1990)
- Premio Copé de Oro de la VII Bienal de Poesía (1995)
- Premio nacional de poesía convocado por la Municipalidad de Paucarpata (1995).
- Finalista del premio internacional de poesía “Pilar Fernández Labrador” Sevilla, España (2016)[7]
- Premio del Concurso de Novela Corta "Julio Ramón Ribeyro" (2023).
- Diploma de Honor del Congreso de la República, 2015.